# Gustave Souquet
Pour les articles homonymes, voir Souquet.
Gustave Souquet, né le 27 avril 1805 à Étaples et mort le 14 novembre 1867 dans la même ville, est un inventeur, imprimeur, historien et précurseur de la photographie archéologique français.

## Biographie

### Enfance et formation
Gustave Souquet naît le 27 avril 1805 à Étaples du mariage de Nicolas César Souquet (1765-1819), négociant et maire de la commune, et de Marie Antoinette Victoire Marteau (1783-1826), fille d'une famille renommée d'Étaples, Antoine Marteau, père de Marie Antoinette, est mayeur de la ville de 1773 à 1789, ils se sont mariés le 22 août 1801 à Étaples.
Il fait ses études à Paris au collège Sainte-Barbe. Il est élève en typographie chez Firmin Didot, puis à l’imprimerie Le Roy-Berger à Boulogne-sur-Mer, où il invente un instrument d’imprimerie, le typomètre.
Il obtient son brevet d’imprimeur le 20 septembre 1825.

### Famille

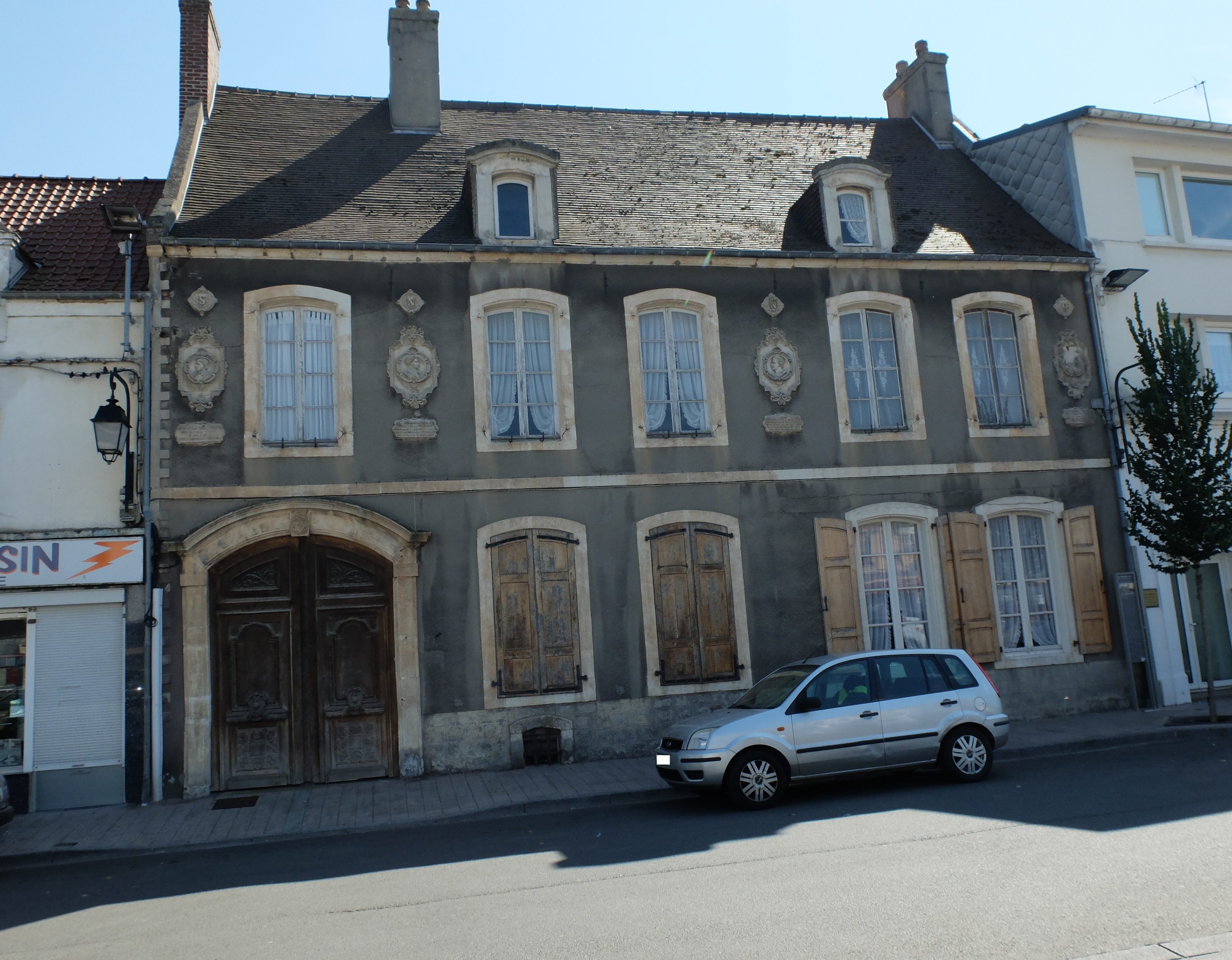
Étaples - Hôtel Souquet-Marteau

Gustave Souquet se marie le 17 août 1829, à Saint-Quentin (Aisne), avec Hyacinthe Labalette (1811-1891), fille de Jacques Labalette, propriétaire et marchand de draps originaire de cette ville. Ils ont cinq enfants : Gustave, né en 1829 à Arras, Angéline, née en 1832 à Arras, Achille, né en 1839 à Boulogne, Ernest, né en 1841 à Étaples, et Marie Antoinette Juliette, née en 1846 à Étaples.
Lors de son retour à Étaples, la famille habite dans la demeure familiale, l'hôtel Souquet-Marteau au 38 Grand-Place (aujourd'hui, place du Général-de-Gaulle) à Étaples.

### Carrière professionnelle
Gustave Souquet acquiert l’imprimerie Leducq-Défontaine et s’installe à Arras.
Il imprime des ouvrages historiques ou scientifiques, ceux de sa famille ou les siens comme La Semaine de juillet 1830 à Arras, en 1831.
Il publie La Revue départementale (de 1826 à 1828), le Journal de l’arrondissement de Montreuil (à partir de septembre 1826), le Journal de l’arrondissement de Saint-Pol (à partir de mai 1827) et Le Propagateur (à partir de novembre 1828), publication de l’opposition libérale dont il est le rédacteur. Ce journal l’entraîne dans la révolution de Juillet. Son journal est interdit le 28 juillet 1830, mais il s'obstine et voit son entreprise placée sous scellés et le matériel enlevé. À l'aide d'une machine qui a échappé à la police, il reprend la publication et l’imprimerie est à nouveau investie, la presse est brisée. La chute du pouvoir royal le 30 juillet 1830 lui permet de retrouver un matériel hors d’usage.
Jugé trop proche du parti libéral, il voit son activité se réduire après la nomination, à la tête de la préfecture, du baron de Talleyrand, qui lui supprime un appel d'offres pour les travaux d’imprimerie de la préfecture. Il adresse une pétition, pour injustice flagrante, à l'intention des députés, elle est rejetée le 12 novembre 1831. Devant les difficultés, il cède son imprimerie à l’imprimeur-libraire Jean Degeorge et se retire, à Étaples, en juillet 1833.

### Son histoire à Étaples
Gustave Souquet s’installe dans l'hôtel familial de la Grand-Place et reprend le commerce de négoce de son père : bois du Nord en gros, liquides, sucre colonial, fourniture pour la marine.
Il devient vice-consul de Belgique (depuis le 12 juillet 1842), du Danemark (dès 1843), de Suède et Norvège, des Pays-Bas, de l’Espagne et du roi de Sardaigne, et peut défendre les intérêts et résoudre les différends des navigateurs et marchands accostant au port.
En 1843, il devient adjoint du maire mais est écarté à cause d'absences répétées aux séances du conseil municipal.
En mars 1853, il est proclamé capitaine de la compagnie de sapeurs-pompiers.
Il est durant deux décennies délégué communal pour l’instruction primaire, délégué cantonal, membre dès 1844, puis président du comité d’administration de la Société humaine de sauvetage de l’arrondissement de Montreuil.
Lui et son épouse, font de nombreuses donations pour l'église Saint-Michel d'Étaples.

#### L'archéologue
Gustave Souquet collabore, de 1841 à 1864, aux recherches archéologiques sur Étaples, il expose ses découvertes dans son hôtel particulier, médailles, antiquités, objets d’histoire naturelle, œuvres d’art, plans, cartes et gravures.
Il adhère, dès le début des années 1840 et jusqu’à la fin de sa vie, aux sociétés savantes régionales ou nationales et publie de 1851 à 1863 dans les revues de ces sociétés ou à compte d’auteur notices et opuscules sur des thématiques proprement étaploises.
De 1841 à 1843, il fait entreprendre une fouille de « La Pièce à Liards », du « Ruisseau d’Argent » et du « Pli de Camiers », pièces de terre situées au nord d’Étaples, le long de la Canche : sous le sable, les fouilleurs découvrent les vestiges d’une agglomération gallo-romaine (fondations maçonnées, chemin, puits, nécropole) et se partagent le mobilier (céramiques, fibules, monnaies) en vue de compléter leurs cabinets d’antiques ou de l’offrir au musée de Boulogne-sur-Mer.
En 1847 et 1848, dans le cadre de la construction du chemin de fer d’Amiens à Boulogne, il suit les travaux de démolition du vieux château médiéval qui permettent la découverte de substructions attribuées à un fortin romain.
En 1864, des travaux effectués au château, favorisant la découverte d’une nécropole du Bas-Empire, lui permettent d’acquérir une partie du mobilier (céramiques, bijoux, verreries) qu’il inclut dans ses propres collections.

#### Controverse
Les nombreuses publications de Gustave Souquet reçoivent un accueil poli mais critique de la part des membres des sociétés savantes qu’il fréquente, ils disent qu'il n’est pas à classer parmi les historiens dont les compétences scientifiques sont des plus solides, des plus affirmées et qu'il a des difficultés à étayer une argumentation scientifique solide et convaincante. Il reçoit des critiques, en 1864 d'Edmond Dupont, membre de l’École des Chartes, et en 1871, de Jacques Garnier, conservateur de la bibliothèque municipale d’Amiens et membre de la Société des antiquaires de Picardie, chargé de rédiger une notice après sa mort. La controverse concernant l'emplacement du port de Quentovic sera une des principales critiques.

### La photographie archéologique
Gustave Souquet est membre de la Société boulonnaise de photographie, fondée en 1856. Il photographie des scènes de vie de la marine étaploise, des vues et des monuments, et prend en intérieur des portraits de la bourgeoisie locale, des administrateurs, des officiels et autres personnalités de la cité, ainsi que ceux des divers des corps de métier. la photographie lui permet de fixer les découvertes archéologiques faites sur le territoire étaplois, d'envoyer des clichés aux sociétés savantes afin qu'il visualise ces découvertes et d'illustrer ses publications.
Selon Serge Lewuillon, archéologue, les photographies d’objets archéologiques de Souquet, appartiennent à la préhistoire de la photographie archéologique. Le procédé à partir duquel Gustave Souquet obtient ses clichés est celui de la plaque de verre au collodion ou à la gélatine, inventé en 1851. Les négatifs accumulés sont transmis à l’historien, Louis Caron, puis léguée à son fils et à son petit-fils (Achille Caron, père et fils), et enfin déposée à la fin des années 1990 au musée Quentovic d’Étaples.

### Mort
Gustave Souquet meurt le 14 novembre 1867 à Étaples. Sa tombe et celles de sa famille sont toujours visibles au cimetière d'Étaples.

### Hommage
En 1936, sous l’impulsion de la société savante étaploise, la société Quentovic, la municipalité d’Étaples baptisera rue Gustave-Souquet une voie de la ville qui porte encore aujourd’hui ce nom.

## Distinctions
Gustave Souquet est décoré de la médaille de Juillet en 1831.
En 1856, il reçoit la médaille de bronze pour l'exposition universelle de 1855 comme secrétaire du comité de l’arrondissement de Montreuil.

## Sociétés savantes dont Gustave Souquet est membre
- La Commission des antiquités départementales (par arrêté préfectoral du 15 juin 1843) ;
- La Société des antiquaires de la Morinie (vers 1845) ;
- La Commission départementale des monuments historiques du Pas-de-Calais (par arrêté préfectoral du 3 mars 1846) ;
- La Société française d’archéologie et du congrès scientifique de France (dès 1853) ;
- La Société des antiquaires de Picardie (élu membre non-résident le 9 décembre 1856) ;
- La Société dunkerquoise pour l’encouragement des sciences, des lettres et des arts (dès 1857) ;
- La Société d'émulation d'Abbeville (membre correspondant, le 2 mai 1861) ;
- La Société de l’histoire de France (décembre 1863) ;
- L’Institut des provinces (1866)[1].

## Publications
Il a publié les notices et ouvrages suivants :
- Mémoire sur un nouvel instrument d’imprimerie nommé justificateur, inventé par Gustave Souquet, élève en typographie, Imprimerie Le Roy-Berger, Boulogne-sur-Mer, 1824.
- Pétition adressée à Messieurs les Députés de la France, par G. Souquet, imprimeur à Arras contre M. le Baron de Talleyrand, préfet du Pas-de-Calais, Imprimerie Souquet, Arras, 1831.
- Articles publiés dans le Propagateur du Pas-de-Calais, sur la conduite administrative de M. de Talleyrand, préfet du département du Pas-de-Calais, Imprimerie G. Souquet, Arras, 1831.
- Semaine de juillet 1830, Imprimerie G. Souquet, Arras, 1831.
- Une pêche archéologique, Bulletin historique de la Société des Antiquaires de la Morinie, 1 (1853-1856), 8e livraison, p. 140-142.
- Documents pour servir à l’histoire d’Étaples (Revenus et frais divers de la ville d’Étaples vers le milieu du XVIIe siècle), Bulletin historique de la Société des Antiquaires de la Morinie, 1 (1853-1856), 10e livraison, p. 177-181.
- Seconde pêche archéologique, Bulletin historique de la Société des Antiquaires de la Morinie, 1 (1853-1856), 11e livraison, p. 214-215.
- Compte municipal rendu à Étaples en 1621, Bulletin historique de la Société des antiquaires de la Morinie, 1 (1853-1856), 13e livraison, p. 19-23.
- Histoire et description des églises d’Étaples, Imprimerie Duval et Herment, Amiens, 1855.
- Histoire et description du château d’Étaples, Imprimerie Duval et Herment, Amiens, 1855.
- Troisième pêche archéologique, Bulletin historique de la Société des antiquaires de la Morinie, 1 (1853-1856), 19e et 20e livraisons, p. 261-262.
- Lettre relative à une figure antique, trouvée sur l’emplacement présumé de Quentovic, Bulletin historique de la Société des antiquaires de la Morinie, 2 (1857-1861), 25e livraison, p. 487-489.
- Notice sur l’échevinage et sur le bailliage de la ville d’Étaples, depuis leur origine jusqu’à leur suppression, Imprimerie Duval, Montreuil, 1856.
- Histoire militaire et navale d’Étaples, depuis 1800 jusqu’à 1806, Imprimerie Duval, Montreuil, 1856.
- Recherches historiques sur les hommes célèbres de la ville d’Étaples, Imprimerie Duval, Montreuil, 1857.
- Note sur une médaille de St Jean-Baptiste, Bulletin de la Société des antiquaires de Picardie, 6 (1857-1858), p. 326-328.
- Travail concernant l’emplacement de la station romaine, Loco Quartensi et Hornensi », Congrès archéologique de France, 27e session, 1861, p. 139-142.
- Histoire des rues d’Étaples, Imprimerie Lenoël-Hérouart, Amiens, 1860.
- Liste de vingt-deux noms de potiers incrustés dans des fragments de vases, trouvés à Étaples, Bulletin de la commission des antiquités départementales, 2 (1862), p. 92.
- Usages ancien conservés à Étaples, Imprimerie Duval, Montreuil, 1861.
- Excursion historique et archéologique dans le canton d’Étaples, Imprimerie Tierny, Arras, 1862.
- Histoire chronologique de Quentowic et d’Étaples, Imprimerie Lenoël-Hérouart, Amiens, 1863.
- Communication relative aux fouilles du château d’Étaples, en 1864 », Bulletin de la commission des antiquités départementales, 2 (1862), p. 270-273[1].